# Липець (община Виниця)
Липець (мак. Липец) — село у Північній Македонії, яке входить до общини Виниця, що в Східному регіоні країни.
Громада складається з — 430 осіб (перепис 2002) і всі македонці. Село розкинулося в передгірській місцевості (середні висоти — 787 метрів) у підніжжі гірського пасма Плачковиця.